# Saint-Jean-lès-Buzy
Saint-Jean-lès-Buzy é uma comuna francesa na região administrativa de Grande Leste, no departamento de Meuse. Estende-se por uma área de 10,34 km². Em 2010 a comuna tinha 371 habitantes (densidade: 35,9 hab./km²).